# Valerij Zalužnyj
Valerij Fedorovyč Zalužnyj (ukrajinsky Валерій Федорович Залужний; * 8. července 1973 Novohrad-Volynskyj) je bývalý ukrajinský voják, od 5. března 2022 v hodnosti generála. Od 27. července 2021 do 8. února 2024 byl vrchním velitelem Ozbrojených sil Ukrajiny. Od 28. července 2021 je členem Rady národní bezpečnosti a obrany Ukrajiny. V březnu 2024 byl jmenován velvyslancem Ukrajiny ve Spojeném království.

## Životopis
Valerij Zalužnyj se narodil ve vojenské rodině a část dětství strávil v Černihivě, odkud pochází jeho matka. V té době sloužil jeho otec v posádce v Novohradu-Volyňskym, městě v Žytomyrské oblasti na severu Ukrajiny, zhruba 240 km západně od Kyjeva.

### Mládí a studia
V roce 1989 nastoupil na Novograd-volyňskou strojírenskou technickou školu, kterou v roce 1993 ukončil s vyznamenáním. Později nastoupil na všeobecnou vojenskou fakultu Oděského institutu pozemního vojska. V roce 1997 absolvoval institut s vyznamenáním, poté prošel všemi stupni vojenské služby: velitel čety, velitel výcvikové čety, velitel bojové čety, velitel výcvikové roty, velitel roty kadetů, velitel praporu. V roce 2005 nastoupil na Národní akademii obrany Ukrajiny. V roce 2007 ji absolvoval se zlatou medailí, byl jmenován náčelníkem štábu a prvním zástupcem velitele 24. samostatné mechanizované brigády v Javorově ve Lvovské oblasti. V této funkci úspěšně působil dva a půl roku.

### Kariéra
Rozhodnutím náčelníka Generálního štábu Ozbrojených sil Ukrajiny ze dne 13. října 2009 byl jmenován velitelem 51. samostatné mechanizované brigády. Velel jí do roku 2012. V roce 2014 absolvoval Národní akademii obrany. Zalužnyj velel brigádě, která byla v srpnu 2014 nasazena v Debalceve, kde se odehrály jedny z nejkrvavějších bojů války a kde ukrajinské síly utrpěly velké ztráty. Naléhavá potřeba zabránit dalším ztrátám v Debalceve nakonec zvýšila tlak na tehdejšího prezidenta Petra Porošenka, aby podepsal mírové dohody Minsk 2 za podmínek, které se ukázaly jako nevýhodné.
Dne 9. prosince 2019 byl jmenován velitelem Operačního velitelství Sever, které sídlí v Černihivě, rodném městě jeho matky. V prosinci roku 2020 absolvoval Ostrožskou akademii s magisterským titulem v oboru mezinárodních vztahů.
Dne 27. července 2021 prezident Ukrajiny Volodymyr Zelenskyj jmenoval Valerije Zálužného vrchním velitelem ozbrojených sil Ukrajiny, v této funkci nahradil Ruslana Chomčaka, následující den byl jmenován členem Rady národní bezpečnosti a obrany Ukrajiny. Je označován za jednoho z nejotevřenějších generálů, který chápe problémy vojáků a nižších důstojníků. Jako představitel ukrajinských vyšších důstojníků a účastník bojů na Donbasu, který nesloužil v SSSR, má kladný postoj k obnově personálu mladými lidmi a odklonu od sovětských praktik.

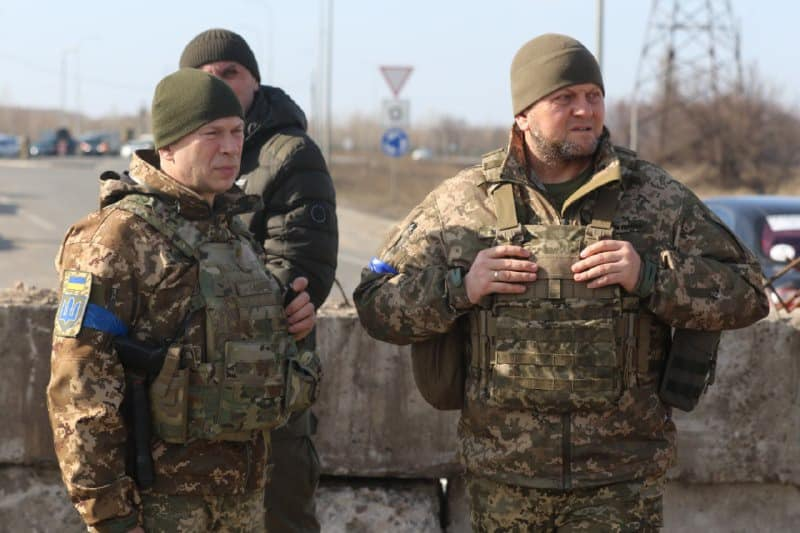
Náčelník generálního štábu Valerij Zalužnyj a generál Oleksandr Syrskyj během obrany Kyjeva v březnu 2022.

Zalužnyj má zásluhu na tom, že ukrajinská armáda byla na ruskou agresi připravena. V předcházejících letech otevřely USA, Velká Británie, Kanada, Polsko, Litva a další spojenci NATO na západní Ukrajině výcviková střediska, včetně středisek pro speciální operace. Tento výcvik a zkušenosti z bojů proti Rusům a separatistům v Donbasu umožnily velitelům malých, rozptýlených jednotek myslet samostatně a flexibilně a opustit starý sovětský model velení shora.
Před začátkem ruské invaze na Ukrajinu roku 2022 vyjednával v České republice o dodávkách vojenského materiálu. Během invaze se stal jednou z klíčových osobností ukrajinské armády. Média citují jeho výrok: „Zastavili jsme protivníka ve všech směrech.“ „Způsobili jsme jim ztráty, které nikdy neviděli a nedokázali si je představit. Všichni Ukrajinci o tom vědí. Ví o tom celý svět.“ Vlastenecké video dokonce navrhlo přezdívku, která se v ukrajinštině rýmuje stejně jako Stormin' Norman: Zalizni Nezlamnyj Zalužnyj – „Železný nezlomný“ Zalužnyj.
5. března 2022 oznámilo ukrajinské Ministerstvo obrany jeho povýšení do hodnosti (čtyřhvězdičkového) generála.
V 8. února 2024 byl odvolán z funkce vrchního velitele ukrajinských vojsk a nahrazen generálem Oleksandrem Syrským. Při této příležitosti obdržel vyznamenání Hrdina Ukrajiny.
V březnu 2024 byl jmenován velvyslancem Ukrajiny ve Velké Británii. Byl formálně propuštěn prezidentem Zelenským z armády ze „zdravotních důvodů“ 9. května 2024, ale bylo mu povoleno nosit vojenskou uniformu. Dne 15. listopadu 2024 ocenil Valerije Zalužného český ministr zahraničí Jan Lipavský medailí Za zásluhy o diplomacii.